# Kreissparkasse Heinsberg
Die Kreissparkasse Heinsberg ist das größte regionale Kreditinstitut im heutigen Kreis Heinsberg. Der Hauptsitz befindet sich in Erkelenz. Die vollständige Firmierung gemäß Handelsregister lautet Kreissparkasse Heinsberg – Zweckverbandssparkasse des Kreises Heinsberg und der Stadt Erkelenz.
Träger der Kreissparkasse Heinsberg ist der Sparkassenzweckverband des Kreises Heinsberg und der Stadt Erkelenz.
Die Kreissparkasse Heinsberg und ihr Träger sind Mitglieder des Rheinischen Sparkassen- und Giroverbandes, Düsseldorf, und über diesen dem Deutschen Sparkassen- und Giroverband e.V. in Berlin angeschlossen.
Die Kreissparkasse Heinsberg wies im Geschäftsjahr 2023 eine Bilanzsumme von 4,02 Mrd. Euro aus und verfügte über Kundeneinlagen von 3,024 Mrd. Euro. Gemäß der Sparkassenrangliste 2023 liegt sie nach Bilanzsumme auf Rang 124. Sie unterhält 27 Filialen/Selbstbedienungsstandorte und beschäftigt 567 Mitarbeiter. Filialen bestehen in den Städten Erkelenz, Heinsberg, Geilenkirchen, Hückelhoven, Übach-Palenberg, Wassenberg und Wegberg sowie in den Gemeinden Gangelt, Waldfeucht und Selfkant.

## Geschichte
Die Kreissparkasse Heinsberg wurde 1898 auf Initiative von Rudolf von Scheibler, amtierender Landrat des damaligen preußischen Kreises Heinsberg, gegründet. Die heutige Sparkasse entstand nach der kommunalen Neugliederung am 1. Januar 1974 durch die Fusion der Kreissparkasse des Selfkantkreises Geilenkirchen-Heinsberg sowie der Kreis- und Stadtsparkasse Erkelenz zur Kreissparkasse Heinsberg.
Im Jahr 2014 bezog die Kreissparkasse ein neues Verwaltungsgebäude in Erkelenz.